# Samur
Il Samur (russo Самур; azero Samurçay) è un fiume del Daghestan che segna in parte il confine tra la Russia e l'Azerbaigian. È lungo 213 km e drena un'area di 7330 km². Nasce da un versante del monte Guton (Gran Caucaso) e scorre attraverso una profonda e angusta valle tra le catene dei monti Kiabiak e Samur. Procedendo verso sud la vallata diviene più ampia e il corso del fiume si ramifica. Il Samur sfocia nel mar Caspio attraverso un delta. Le acque del fiume hanno origini diverse, ma la maggior parte di esse è di origine pluviale. Il periodo di acqua alta si protrae dalla fine di marzo ad agosto. La portata media, a 20 km dalla foce, è di 75 m³/s. La torbidità media è di 1950 g/m³. Dal corso principale del fiume si dipartono i canali artificiali Samur-Apsheron e Samur-Derbent (33 km).